# Binaria a contatto

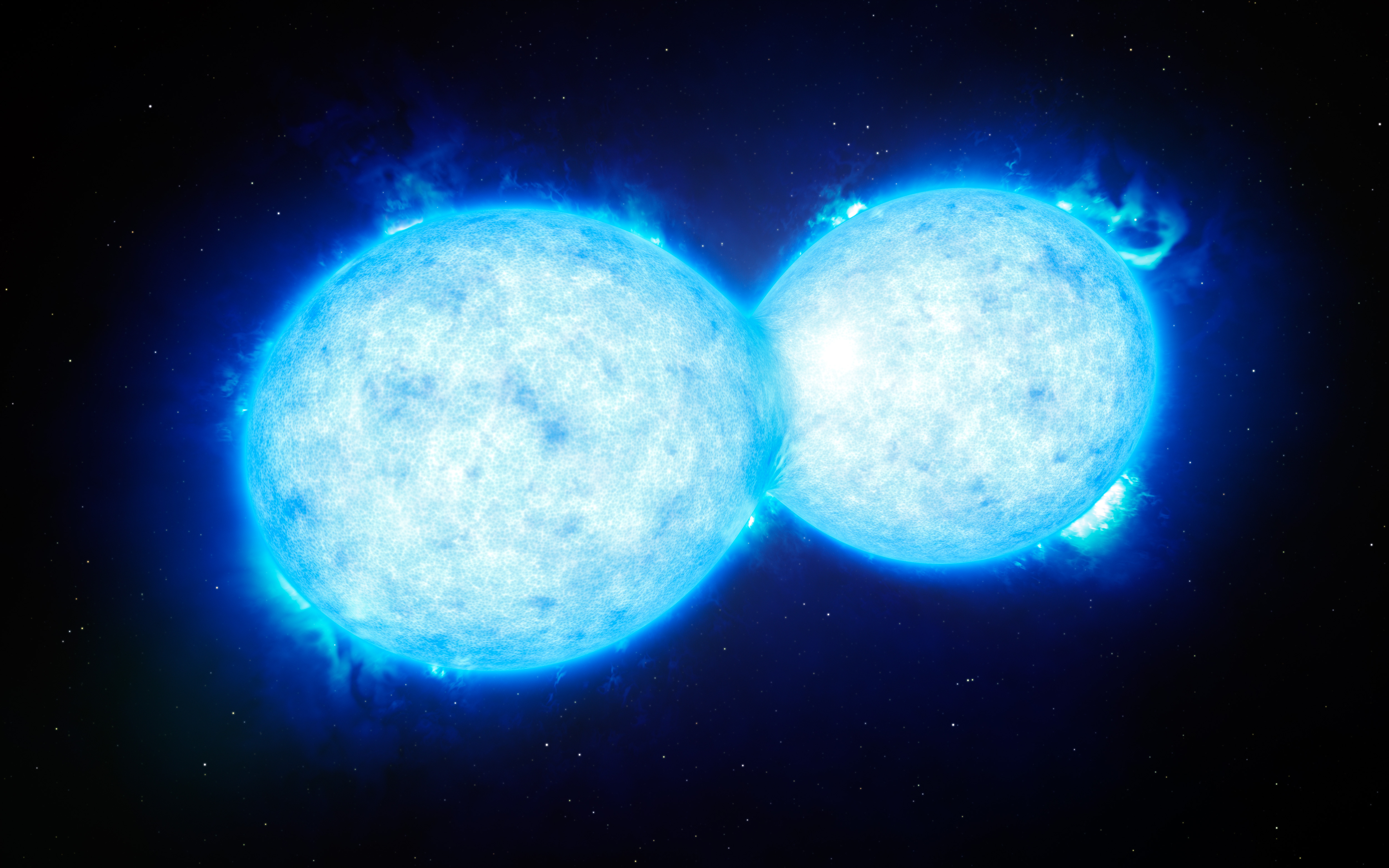
Immagine artistica di VFTS 352, una binaria a contatto nella Grande Nube di Magellano, costituita da due stelle estremamente calde e di grande massa.

In astronomia, viene chiamata binaria a contatto una stella binaria le cui componenti sono così vicine da riempire i loro lobi di Roche arrivando a toccarsi con le loro atmosfere o anche a unirsi condividendo il loro inviluppo esterno. Un sistema binario nel quale entrambe le componenti condividono gli strati esterni può essere chiamato binaria in supercontatto (in inglese: overcontact binary). Molte delle binarie a contatto conosciute sono binarie a eclisse, note come variabili W Ursae Majoris, il cui archetipo è W Ursae Majoris.
La configurazione di un sistema di binarie a contatto può durare anche milioni o miliardi di anni, tuttavia l'inviluppo comune è una fase dinamicamente instabile, e le componenti potrebbero arrivare a fondersi nel giro di mesi o anni.
Un caso particolarmente interessante è il sistema KIC 9832227, dove un'equipe di astronomi nel 2017 aveva predetto un'imminente fusione delle due stelle intorno al 2022, ipotesi smentita l'anno successivo dagli astronomi del team di Tylenda.